# Santo Domingo del Estado
Santo Domingo del Estado es un pueblo y agencia municipal habitado por indígenas triquis, ubicado en el municipio de Putla Villa de Guerrero, Oaxaca, México. El INEGI (2020) reporta una población aproximada de 1 128 habitantes, el censo extraoficial es de 2,031 habitantes en 2011. Está a 2,398 metros de altitud.

## Toponimia
El nombre de esta localidad ha ido cambiando con el tiempo, hasta donde se sabe, este pueblo era llamado por los evangelizadores dominicos Santo Domingo de Guzmán Chicahuaxtla, posteriormente Santo Domingo Chicahuaxtla y finalmente, en los años 40 o 50, cambió a su actual nombre, Santo Domingo del Estado. En triqui se le llama Xumanh-an «pueblo» o Xumanh Li «pueblo chico» y su nombre coloquial empleado por San Andrés Chicahuaxtla es Rukú «atrás de» por estar detrás de una loma.

## Origen legendario

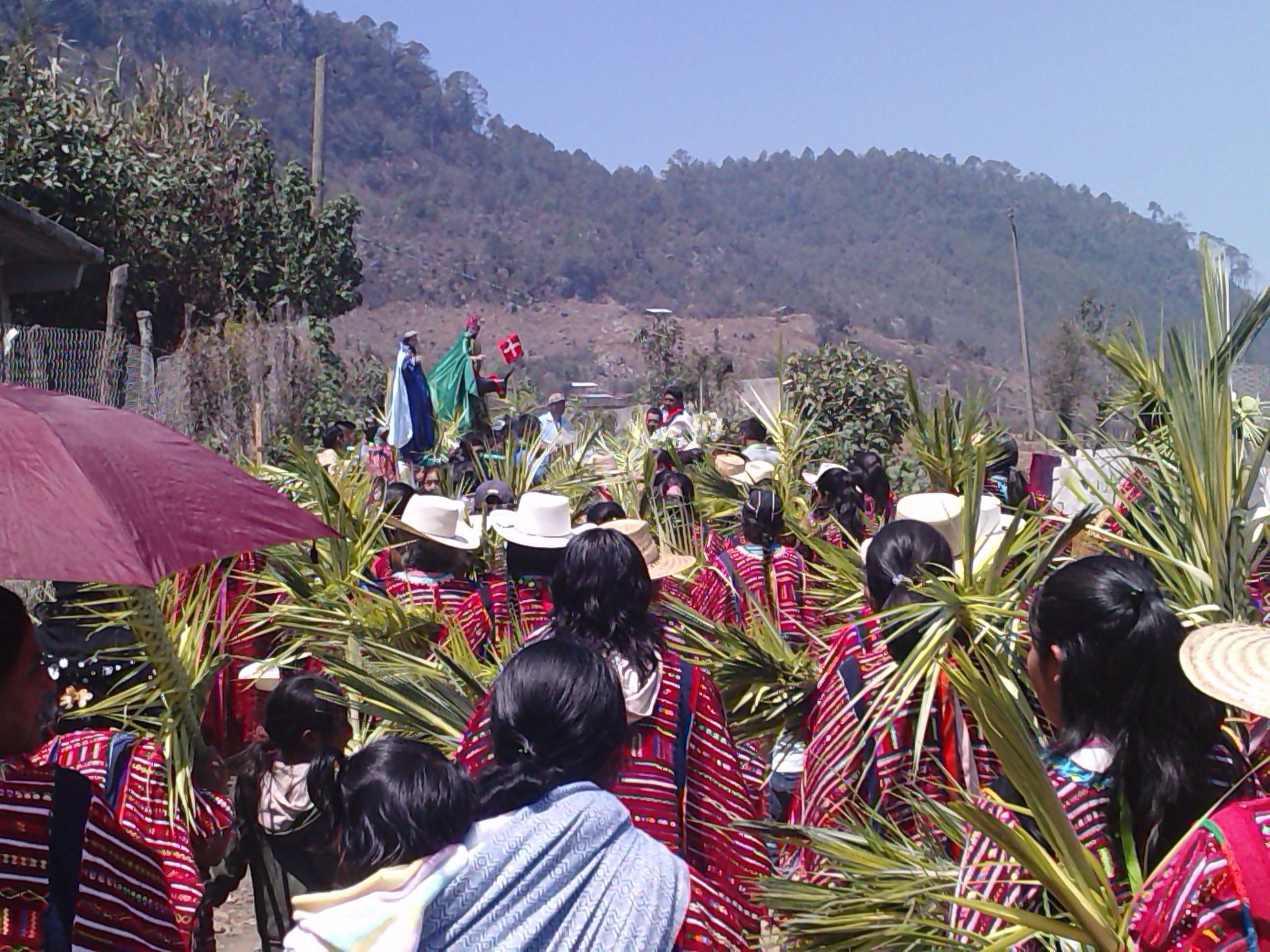
Procesión de Semana Santa triqui en Santo Domingo del Estado.

La leyenda dice que los habitantes de Xumanh Li o Santo Domingo del Estado, vienen de Atrás de la Iglesia Bendita o Templo Sagrado (Rukú Nuwíi Gè-e). Originalmente eran parte del pueblo mixteco, y salieron de ese lugar por conflictos internos, por conflictos con otros pueblos o por la escasez de comida y emigraron hacia la costa, pasando por La luz, Putla, Zacatepec. Pero fue en este último punto donde no pudieron seguir más, pues el calor, los mosquitos, y el paludismo hicieron que este pueblo retrocediera. Hay versiones que nos dicen que algunas personas del mismo grupo se quedaron en Zacatepec, mientras otros retrocedieron y llegaron a La Hacienda, una comunidad cerca de Putla, pero aún no soportaron este clima y fue como subieron a las montañas de Chicahuaxtla, territorio que ya estaba ocupado por el pueblo triqui. Entonces los dirigentes de este grupo errante llegaron a un acuerdo con los principales de Chicahuaxtla y convinieron en que el grupo forastero ocuparía temporalmente esas tierras y cuidaría de las palmeras que en aquel tiempo abundaban, sin embargo, dieron plata como tributo o pago, por eso el lugar donde se realizó dicho acuerdo es llamado "ta xuhun" (del triqui: ta «llano» y del mixteco: xuhun «plata o dinero»: llano de plata).
Santo Domingo tenía una campana que, según algunos relatos, tenía un sonido exquisito, y Chicahuaxtla queriendo conseguir esa campana pidió más tributos a Santo Domingo y éstos al no tener nada más que tributar tuvieron que ceder su campana (campana que aún se puede apreciar en el campanario de la iglesia de Chicahuaxtla), fue así como pactaron Santo Domingo del Estado y Chicahuaxtla para que este último cediera las tierras de manera permanente.
Otros que poblaron Santo Domingo son los llamados «hombres del inframundo», pues se dice que salieron de las pozos, sótanos o entrañas de la tierra y son los que poblaron el costado de este mismo pueblo, mientras que el grupo errante se estableció en la parte baja, y es así como se conformó una sola comunidad.

## Historia
El origen y fundación de Santo Domingo del Estado es un tanto difícil de rastrear, porque no hay zonas arqueológicas, códices o documentos que hablen de su origen. Razón por la que la única fuente disponible es la oral. Esta comunidad es hablante de una de las variantes de la lengua triqui. En seguida se muestra, a manera de un cuadro cronológico, la historia de esta localidad. 
| Fecha     | Hecho histórico |
| --------- | --- |
| S. xvi    | Triquis y mixtecos bajo dominio azteca.                                                                              |
| 1537      | Creación de los cacicazgos de Chicahuaxtla y Copala.                                                                 |
| 1940      | Chicahuaxtla pierde la categoría de municipio y Santo Domingo del Estado se convierte en agencia municipal de Putla. |
| 1940-1941 | Se reconocen varias «cuadrillas» o «rancherías» de Santo Domingo.                                                    |

## Demografía
El siguiente cuadro muestra la evolución demográfica de 1900 a 1980 con el nombre de Santo Domingo Chicahuaxtla  y de 1980 a la actualidad se conoce como Santo Domingo del Estado
| 1900 | 1910 | 1921 | 1930 | 1940 | 1950 | 1960 | 1970 | 1980    | 1990 | 1995 | 2000 | 2005 | 2010 | 2020  |
| ---- | ---- | ---- | ---- | ---- | ---- | ---- | ---- | ------- | ---- | ---- | ---- | ---- | ---- | ----- |
| 401  | 515  | 402  | 536  | 587  | 769  | 653  | 677  | 483/717 | 861  | 665  | 649  | 597  | 927  | 1 128 |

## Política

### Gobierno
El sistema de gobierno de esta localidad es mixto. Exteriormente se rige por el "Sistema Municipal" y de manera interna se rige por el "Sistema Normativo Interno" conocido también como "Sistema de Usos y Costumbres". El agente municipal y su cabildo son elegidos cada año en la Asamblea General y por medio de democracia directa.

## Servicios públicos

### Infraestructura
En la comunidad se cuenta con luz eléctrica en casi todas las viviendas, así como de agua potable. Una mitad de las calles existentes se encuentran actualmente pavimentados. Se cuenta con un molino público administrado por la agencia municipal en la que las mujeres triquis llevan su nixtamal a moler. Existe un centro de internet administrado por la agencia municipal así como la tienda CONASUPO.

### Educación
Este pueblo cuenta con escuelas de nivel básico. Todas de carácter público.
1. Educación Inicial Indígena.
2. Escuela Preescolar "Benito Juárez".
3. Escuela Preescolar "Vanguardia".
4. Escuela Primaria Bilingüe "Benito Juárez".
5. Unidad de Aprendizaje Comunal No. 2 del Centro Universitario Comunal de la Heroica Ciudad de Tlaxiaco de la Universidad Autónoma Comunal de Oaxaca.[9]

Los estudios de nivel secundaria y media superior se realizan en Chicahuaxtla o en otro lugar fuera de la comunidad. Los de nivel superior se realizan en otros lugares que cuentan con escuelas de dicho nivel.

### Salud
El poblado cuenta con una clínica rural en la que acude un médico cada semana, sin embargo, hay una persona que es elegida por el pueblo y que está a cargo de dicha clínica durante la semana. Este encargado es instruido previamente para tratar a las personas con enfermedades menores. La mayoría de los indígenas contaban con el Seguro Popular que otorgaba el gobierno mexicano, sin embargo, con la llegada del presidente Andrés Manuel López Obrador, todas las personas cuentan con la atención del Instituto Mexicano del Seguro Social-Bienestar.  
Los triquis hacen una diferencia entre enfermedades que pueden ser curados por los médicos y enfermedades que se curan de manera tradicional mediante plantas medicinales y rituales. En la medicina tradicional los curanderos, que a la vez son chamanes, son los que saben acerca de los males que les suceden a las personas, a estos curanderos se les llama en lengua triqui sí txrùn-un "el que sabe" o "el que conoce",  también se les llama sí gònòhò-o "el que cura". Los curanderos tratan a las personas por enfermedades como la diarrea, vómito, mareo, dolor de estómago, cólicos, entre otros, así mismo curan enfermedade sobrenaturales como el mal de ojo, el dolor por maldad, etc. Si bien el curandero suministra remedios vegetales y domina una amplia gama de procedimientos, recurre sobre todo a la "limpia", que consiste en barrer al paciente con manojos de hierbas, o pasarle un huevo por todo el cuerpo, y al método llamado "soplar", que consiste en soplar al enfermo con varios líquidos preparados a base de plantas medicinales con aguardiente o alcohol.

### Seguridad
La seguridad del pueblo está a cargo de la «policía comunitaria», quienes son elegidos cada año por votación democrática.

### Comunicación
Se cuenta con telefonía celular a través de Altán Redes y telefonía fija a través de la red de Telmex.

## Cultura

### Religión

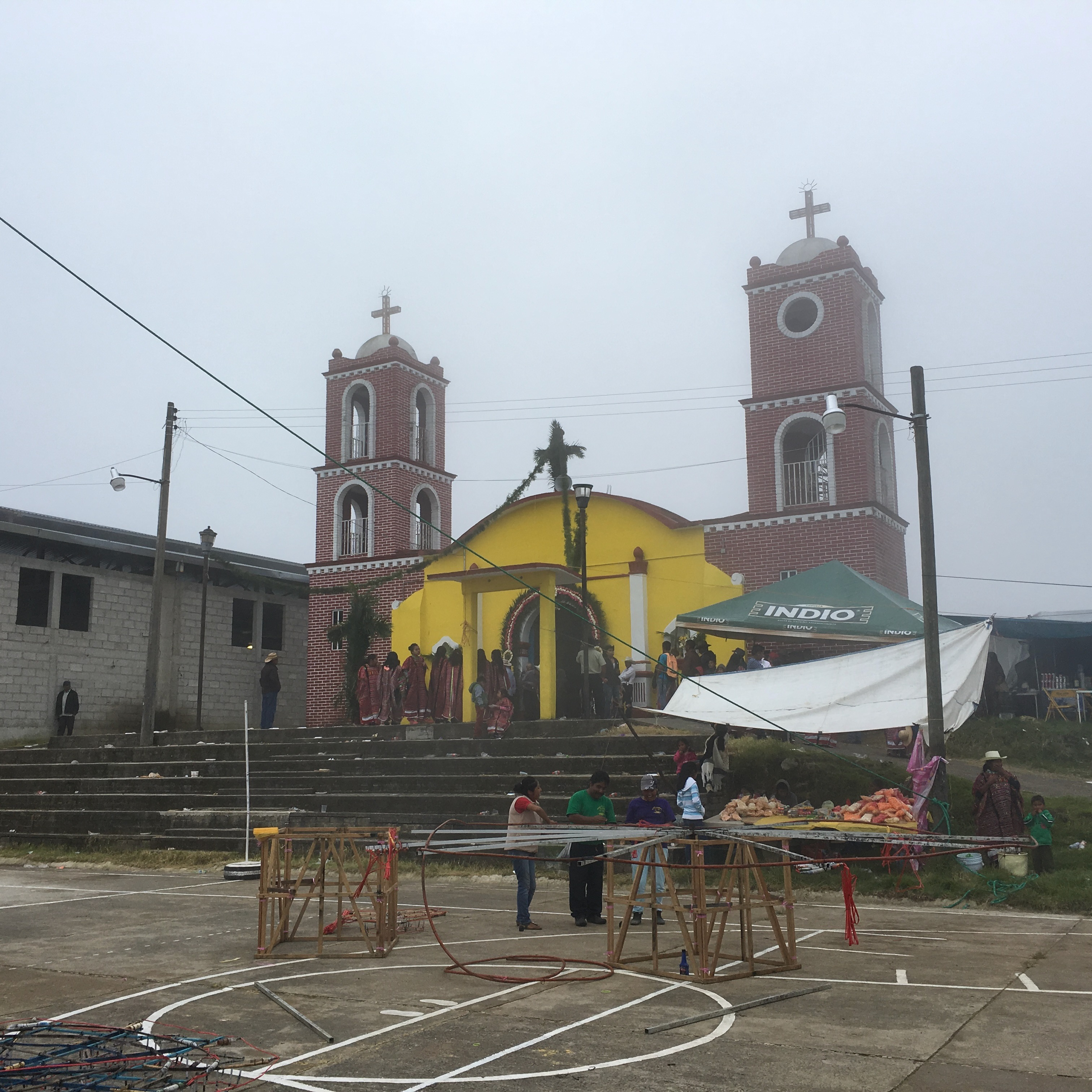
Iglesia de Santo Domingo de Guzmán de la localidad de Santo Domingo del Estado.

Los triquis de Santo Domingo del Estado practican la religión católica en un sincretismo con la «religión tradicional triqui», que es una religión animista. Cuentan con un rito en honor a Yahaanj Dùhwi «Dios del Rayo», en este sentido, hacen una diferencia entre los ritos católicos y los animistas.

### Festividades
Los indígenas triquis acuden cada 25 de abril a la Cueva del Rayo que es la morada de dicho Dios en Santo Domingo del Estado para hacer una petición unánime para que llueva y que la tierra vuelva a producir. Para hacer posible que el Dios del Rayo los escuche, esparcen por todos los rincones de la cueva: huevos, aguardiente y copal, grandes ofrendas bajo ritos ceremoniales, música y cantos en lengua indígena, se pide por todos, para que el agua nutra los manantiales y nos de vida por siempre. 
Sumados a este rito, las niñas y niños de la zona triqui, siguiendo la fe, colocan velas que iluminan el camino del Dios del Rayo, quien pronto llegara, haciendo la misma petición de agua para todos los niños del mundo.

### Deportes
Estos indígenas practican principalmente el baloncesto y cuentan con cuatro canchas deportivas. En cada festival se realizan torneos de dicho deporte. También las instituciones escolares realizan varios torneos durante el ciclo escolar. El fútbol se practica en menor medida.